# Willi A. Herrmann
Willi August Herrmann (* 24. Januar 1893 in Charlottenburg; † 15. Februar 1968 in Berlin) war ein deutscher Filmarchitekt, mit einem Œuvre von weit über 300 Titeln in einem halben Jahrhundert Schaffensperiode einer der produktivsten Szenenbildner der deutschen Filmgeschichte.

## Leben
Herrmann hatte sich in Berlin beruflich ausbilden lassen und war bereits 1914 als zweiter Architekt der Greenbaum-Film zum Kino gestoßen. Nach seiner ersten Arbeit als Chefarchitekt 1915 ging er für zwei Jahre zur Decla und wurde anschließend eingezogen.
1918 nahm Herrmann seine Tätigkeit wieder auf. Anfangs stattete er vor allem Filme des Regisseurs Richard Eichberg aus, ab 1920 auch die Sensationsstreifen der Schauspieler-Regisseure Harry Piel und Luciano Albertini. Herrmann entwarf aber auch die Kulissen für die Regiedebütanten F. W. Murnau (Der Knabe in Blau) und Conrad Veidt (Wahnsinn). Zeitweise war der Viel- und Schnellarbeiter Herrmann an bis zu anderthalb Dutzend Filmen per annum beteiligt. 1937 schuf er die umfassenden Architekturensembles zu den in Ostasien spielenden Abenteuerfilmen Alarm in Peking sowie Eichbergs Der Tiger von Eschnapur und Das indische Grabmal.
Erst mit Ausbruch des Zweiten Weltkrieges reduzierte sich sein Output. In der Spätphase des Krieges sorgte er vor allem für die Gestaltung der Dekos zu den Komödien von und mit Heinz Rühmann (darunter auch Die Feuerzangenbowle), mit dem er bereits Ende der 30er Jahre zusammengearbeitet hatte. 1948 fand Herrmann Anschluss an das (bundes)deutsche Nachkriegsfilmschaffen und wurde erneut von dem soeben aus den USA heimgekehrten Eichberg verpflichtet. Auch weiterhin konnte er, wie schon vor 1945, meist nur zweitklassige Unterhaltungsware gestalten.
1961 zog sich Herrmann in der Vorbereitungsphase zu dem Krimi Eheinstitut Aurora weitgehend aus dem Berufsleben zurück, seine Arbeit an diesem Film wurde von Albrecht Hennings übernommen. 1964/65 erhielt Herrmann von der CCCTelevision noch einige Aufträge für die Kulissengestaltung von Fernsehspielen.
Willi A. Herrmann wird häufig mit dem Produktions- und Aufnahmeleiter Willy Herrmann gleichgesetzt und somit verwechselt. Eine Personengleichheit beider Herrmanns ist jedoch ausgeschlossen: Willi A. Herrmann arbeitete und lebte bis zuletzt in Berlin, Willy Herrmann lebte in München-Grünwald.

## Filmografie
- 1915: Das Wiegenlied
- 1918: Verlorene Töchter
- 1918: Der lachende Tod
- 1919: Die Geächteten
- 1919: Jettatore
- 1919: Der Knabe in Blau
- 1919: Nonne und Tänzerin
- 1919: Wahnsinn
- 1919: Sklaven fremden Willens
- 1920: Der Fluch der Menschheit
- 1920: Der Dummkopf
- 1920: Madame Récamier
- 1920: Der Tanz auf dem Vulkan
- 1921: Der König der Manege
- 1921: Der Reiter ohne Kopf
- 1921: Julot, der Apache
- 1921: Memoiren eines Kammerdieners
- 1922: Das verschwundene Haus
- 1922: Das schwarze Kuvert
- 1923: Die Schlucht des Todes
- 1923: Die brennende Kugel
- 1923: Der Sieg des Maharadscha
- 1924: Thamar, das Kind der Berge
- 1924: Claire
- 1924: Gentleman auf Zeit
- 1924: Mister Radio
- 1924: Malva
- 1924: Auf Befehl der Pompadour
- 1924: Dreiklang der Nacht
- 1925: Im Namen des Kaisers
- 1925: Die Feuertänzerin
- 1925: Schiff in Not
- 1925: Volk in Not
- 1926: Die Kleine und ihr Kavalier
- 1926: Des Königs Befehl
- 1926: Der gute Ruf
- 1926: Herbstmanöver
- 1926: Bismarck 1862–1898
- 1926: Zirkus Renz
- 1926: An der Weser
- 1926: Die Piraten der Ostseebäder
- 1927: Das war in Heidelberg in blauer Sommernacht
- 1927: Die Lorelei
- 1927: Der fidele Bauer
- 1927: Rätsel einer Nacht
- 1927: Sein größter Bluff
- 1927: Die Hölle der Jungfrauen
- 1928: Die letzte Galavorstellung des Zirkus Wolfsohn
- 1928: Ledige Mütter
- 1928: Mann gegen Mann
- 1928: Song
- 1928: Seine stärkste Waffe
- 1928: Flucht vor blond
- 1928: Der Zarewitsch
- 1929: Die Schmugglerbraut von Mallorca
- 1929: Großstadtschmetterling
- 1929: Hochverrat
- 1929: Die Flucht vor der Liebe
- 1929: Der Leutnant Ihrer Majestät
- 1929: Wer wird denn weinen, wenn man auseinandergeht
- 1929: Freiheit in Fesseln
- 1930: Hai-Tang. Der Weg zur Schande
- 1930: Die Warschauer Zitadelle
- 1930: Liebeskleeblatt
- 1930: Der Tiger
- 1930: Die grüne Laterne
- 1930: Zweimal Lux
- 1930: Der Schuß im Tonfilmatelier
- 1930: Ein Walzer im Schlafcoupé
- 1930: Tingel-Tangel
- 1930: Schneider Wibbel
- 1930: Aschermittwoch
- 1930: Der Liebesarzt
- 1930: Flachsmann als Erzieher
- 1931: Dienst ist Dienst
- 1931: Trara um Liebe
- 1931: Sein Scheidungsgrund
- 1931: Kyritz-Pyritz
- 1931: Die Liebesfiliale
- 1931: Der Hochtourist
- 1931: Nachtkolonne
- 1932: Der Frechdachs
- 1932: Schuß im Morgengrauen
- 1932: Traum von Schönbrunn
- 1932: Husarenliebe
- 1932: Kampf
- 1932: Das Schiff ohne Hafen
- 1932: Die unsichtbare Front
- 1933: Sprung in den Abgrund
- 1933: Heimat am Rhein
- 1933: Schwarzwaldmädel
- 1933: Mädels von heute
- 1933: Ein Unsichtbarer geht durch die Stadt
- 1934: Die Welt ohne Maske
- 1934: Der kühne Schwimmer
- 1934: Der Herr der Welt
- 1934: Jungfrau gegen Mönch
- 1934: Artisten
- 1935: Endstation
- 1935: Der Vogelhändler
- 1936: Der Kurier des Zaren
- 1936: Männer vor der Ehe
- 1936: Moskau – Shanghai
- 1936: Annemarie
- 1937: Alarm in Peking
- 1937: Der Tiger von Eschnapur
- 1937: Das indische Grabmal
- 1938: Fünf Millionen suchen einen Erben
- 1938: Diskretion – Ehrensache
- 1938: Liebelei und Liebe
- 1938: Lauter Lügen
- 1939: Flucht ins Dunkel
- 1939: Paradies der Junggesellen
- 1939: Zentrale Rio
- 1939: Kornblumenblau
- 1940: Unser kleiner Junge
- 1940: Auf Wiedersehn, Franziska
- 1941: Blutsbrüderschaft
- 1941: Leichte Muse
- 1942: Fronttheater
- 1942: Sophienlund
- 1943: Ich vertraue Dir meine Frau an
- 1943/47: Quax in Afrika
- 1944: Die Feuerzangenbowle
- 1944: Der Engel mit dem Saitenspiel
- 1944: Tierarzt Dr. Vlimmen (unvollendet)
- 1948: Anonyme Briefe
- 1949: Martina
- 1949: Mädchen hinter Gittern
- 1949: Die Reise nach Marrakesch
- 1950: Maharadscha wider Willen
- 1950: Skandal in der Botschaft
- 1950: Wenn Männer schwindeln
- 1950: Unvergängliches Licht
- 1951: Die Dubarry
- 1951: Unschuld in tausend Nöten
- 1952: Am Brunnen vor dem Tore
- 1952: Du bist die Rose vom Wörthersee
- 1952: Klettermaxe
- 1952: Liebe im Finanzamt
- 1952: Das Land des Lächelns
- 1953: Der keusche Josef
- 1953: Briefträger Müller
- 1953: Hurra – ein Junge!
- 1954: Die tolle Lola
- 1954: Der treue Husar
- 1954: Der Zigeunerbaron
- 1954: Emil und die Detektive
- 1954: Heideschulmeister Uwe Karsten
- 1954: Die schöne Müllerin
- 1954: … und ewig bleibt die Liebe
- 1954: Die sieben Kleider der Katrin
- 1955: Die Frau des Botschafters
- 1955: Sohn ohne Heimat
- 1955: Der Pfarrer von Kirchfeld
- 1955: Ihr Leibregiment
- 1955: Urlaub auf Ehrenwort
- 1956: Tausend Melodien
- 1956: Ein Herz schlägt für Erika
- 1956: Solange noch die Rosen blühn
- 1956: Mein Bruder Josua
- 1956: Der Glockengießer von Tirol
- 1957: Kindermädchen für Papa gesucht
- 1957: Der Adler vom Velsatal
- 1957: Die Unschuld vom Lande
- 1957: Gruß und Kuß vom Tegernsee
- 1957: Alle Wege führen heim
- 1959: Alle Tage ist kein Sonntag
- 1959: Paradies der Matrosen
- 1960: Der Rächer
- 1960: Mal drunter – mal drüber
- 1960: Wenn die Heide blüht
- 1961: Drei Mann in einem Boot
- 1964: Das Blaue vom Himmel (Fernsehen)
- 1965: Freispruch für Old Shatterhand (Fernsehen)
- 1965: Doppelspiel (Fernsehen)
- 1965: Jean (Fernsehen)